# Jastrowie
Jastrowie (niem. Jastrow) – miasto w woj. wielkopolskim, w powiecie złotowskim, siedziba gminy miejsko-wiejskiej Jastrowie.
Według danych z 30 czerwca 2016 miasto liczyło 8671 mieszkańców.
Według danych z 1 stycznia 2011 powierzchnia miasta wynosiła 72,30 km².

## Położenie
Wieś królewska Jastrowie należała do starostwa ujskiego. Pod koniec XVI wieku leżała w powiecie poznańskim województwa poznańskiego. 
W latach 1975–1998 miasto administracyjnie należało do woj. pilskiego.
Obecnie miasto leży w północnej części woj. wielkopolskiego, w powiecie złotowskim.
Pod względem historycznym Jastrowie leży w północnej Wielkopolsce, w ziemi wałeckiej
Miasto położone jest na skraju doliny rzeki Gwdy nad rzeką Oską w sąsiedztwie wzgórz zwanych Pagórkami Jastrowskimi.
Według regionalizacji fizycznogeograficznej Polski Jastrowie leży na pograniczu trzech mezoregionów: Doliny Gwdy, Pojezierza Szczecineckiego i Równiny Wałeckiej, stanowiących część makroregionu Pojezierza Południowopomorskiego.

## Historia
Tereny obecnego miasta i gminy Jastrowie w X w. należały do państwa Piastów, to odwieczne tereny walk pomiędzy książętami piastowskimi z Wielkopolski, pomorskim rodem Gryfitów oraz margrabiami brandenburskimi, którzy przejściowo zajęli je na przełomie XIII i XIV w. Powstała wówczas mała osada nad Młynówką, która była wsią placową położoną przy tzw. „drodze margrabiów”.
Pierwsze wzmianki o miejscowości Jastrobe pochodzą z 1363, w 1530 pojawił się po raz pierwszy zapis nazwy Jastrowo. Według innej hipotezy założone zostały dwie wsie po obu brzegach Młynówki. W latach 1565–1569 Polacy siłą wcielili maleńką osadę do swego Jastrowia. Za panowania Kazimierza Wielkiego państwo polskie wyparło z tych terenów Brandenburczyków i Jastrowie wraz z przyległościami znalazło się w silnym gospodarczo i politycznie starostwie ujsko-pilskim, które zostało wydzielone z powiatu wałeckiego w 1560. Później utworzono tutaj m.in. ekonomię jastrowską. Jednak nadal liczne były zatargi pomorsko-polskie, które doprowadziły do powołania komisji granicznej, której przewodzili m.in. książę Jan Fryderyk ze Szczecina i Piotr Potulicki, wojewoda kaliski i zarazem starosta ujsko-pilski. W 1588 porozumiano się w sprawie spornego terytorium, jednak różnice religijne i inne tarcia spowodowały nowe wytyczanie i regulacje granicy w 1604, na które Jastrowie wydało 99 florenów.

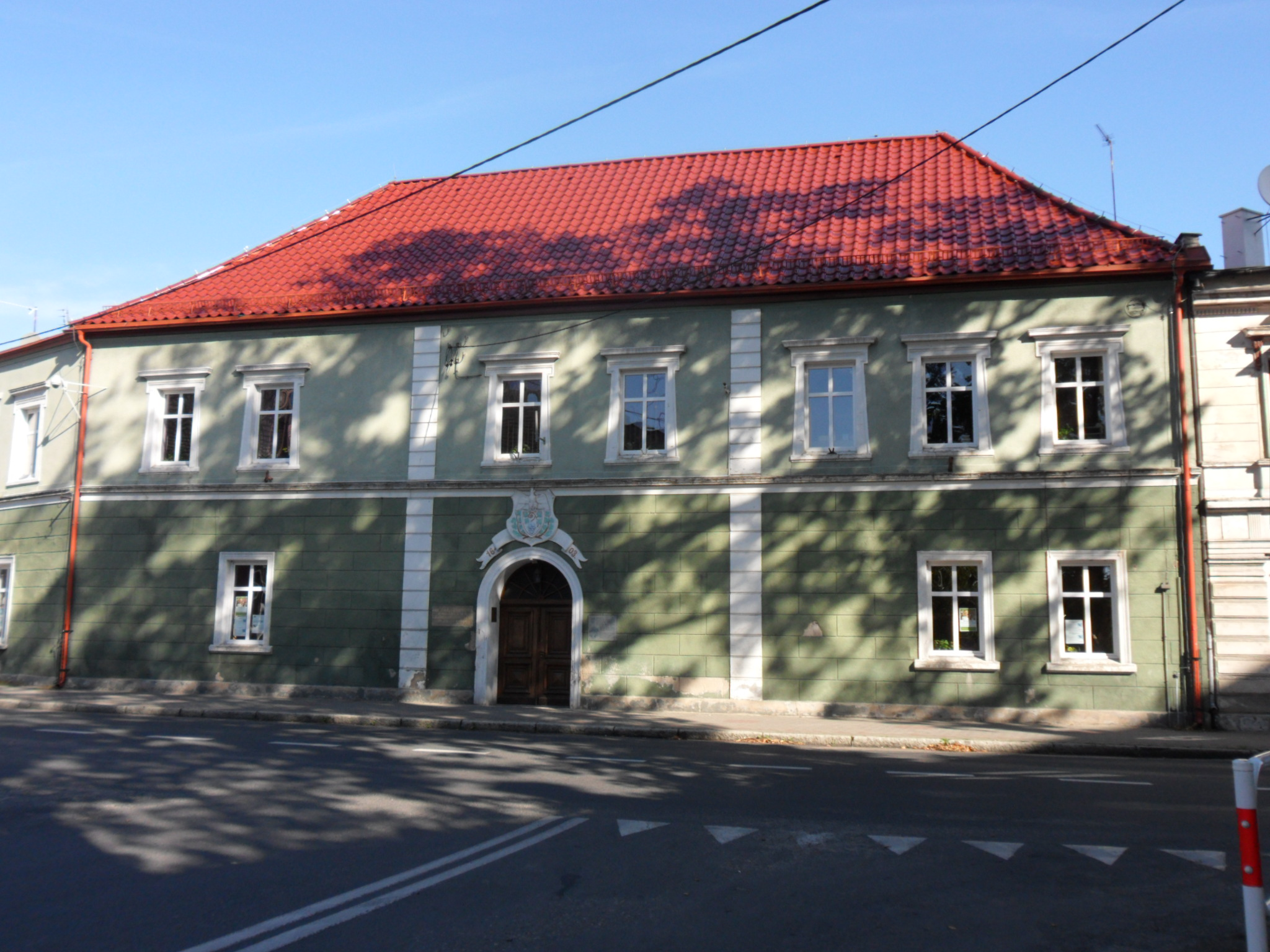
Budynek dawnego ratusza (przeł. XVI w. i XVII w.). Na fasadzie znajduje się kamienny herb miasta i data nadania praw miejskich 1603

W 1602 wojewoda kaliski, będący wówczas także starostą ujsko-pilskim, nadał Jastrowiu statut miasta. Miało to na celu podniesienie dochodów starostwa z tytułu podatków. Przywilej ten zachował niektóre typowe dla feudalnej wioski właściwości. Dokument ustalał trzy jarmarki, a każdy z nich trwał cztery dni. Starosta zachował sobie prawo wyboru burmistrza oraz prawo kontroli miejskiego sądownictwa. To, że Jastrowie zostało podniesione do rangi miasta, nie uchroniło go od pozostawienia wiejskiego sołectwa. Prawa miejskie nadane przez starostę potwierdził 5 marca 1603 król Zygmunt III. W XVII i XVIII w. w Jastrowiu był silny ośrodek produkcji sukna, oparty na wypasie miejscowych owiec i surowcu z nich pozyskiwanym – wełnie owczej. Cech sukienników odgrywał istotną rolę w życiu miasta przez ponad dwa stulecia (świadczyć o tym może to, że w Jastrowiu nad Młynówką zbudowano 2 folusze). W 1772 miasto zajęły Prusy. W 1773 w mieście Jastrowie hodowano 139 koni, 141 wołów, 94 krowy wraz z cielętami, 254 owce i 324 świnie. W XVIII w. Jastrowie było najbardziej rozwiniętym gospodarczo miastem starostwa, a świadczyć o tym może to, że w 1772 było tutaj 120 sukienników, a w 1776 – 118 sukienników, 44 szewców, 17 kowali i 10 krawców. W Jastrowiu istniało osiem cechów: tkacki, szewski, kowalski, krawiecki, stolarski, masarski, rymarski i piekarski. Cech sukienniczy niestety upadł w 1886, gdyż nie wytrzymał konkurencji z rozwijającym się przemysłem. Kwitł natomiast cech szewski: w 1776 szewców było 44, a na koniec XIX w. było już 123 mistrzów i 500 czeladników. Spowodowane było to dużymi zamówieniami ze strony Armii Pruskiej. W 1863 powstało pierwsze duże przedsiębiorstwo: Wytwórnia Wełny Czesankowej Littena, które wprowadziło do użytku, jako pierwsze, maszynę parową. Istniały też pomniejsze fabryki butów i trzewików. W 1857 zbudowano odlewnię żeliwa oraz fabrykę maszyn, a także tartak. Łącznie wszystkich tartaków było cztery. Działały wytwórnie tytoniu, papierosów i cygar, dwa młyny wodne, dwa wiatraki i krochmalnia. Od 1879 Jastrowie posiadało swoją gazetę lokalną, w której można było przeczytać m.in. zarządzenia urzędowe, bieżące wiadomości i ogłoszenia. 6 czerwca 1812 założono fabrykę Tabakfabrik H.E. Simon. W 1900 Jastrowie zelektryfikowano, a w latach 1929–1931 na Gwdzie wybudowano zaporę wodną wraz z elektrownią wodną. Przed 1939 w mieście funkcjonowały dwie fabryki obuwia, fabryka wyrobów sukienniczych, wytwórnia kartonaży, fabryka cygar, betoniarnia, wytwórnia cegły, zakład budowy maszyn, tartak, elektrownia wodna i elektrownia miejska.
Podczas II wojny światowej polska organizacja konspiracyjna Odra obserwowała niemiecką działalność gospodarczą w Jastrowiu. Niemcy utworzyli w mieście podobóz pracy przymusowej obozu jenieckiego Stalag II B. 2 lutego 1945 Jastrowie zostało zdobyte przez oddziały 4 i 6 DP I Armii Wojska Polskiego. W dwudniowych walkach zniszczeniu uległa część miasta i zginęło 120 polskich żołnierzy, przy 241 rannych i 15 zaginionych, a niemiecki 32 Pułk Grenadierów SS (3. łotewski) poniósł tak znaczne straty, że został rozwiązany.
W wyniku Konferencji Poczdamskiej z 1945 Jastrowie powróciło do Polski, zaś jego niemiecką ludność wysiedlono. Pierwszym powojennym burmistrzem Jastrowia był Antoni Borowski. W lutym 1945, po uwolnieniu z obozu jenieckiego II D Gross-Born, w mieście wraz z grupą oficerów przebywał Leon Kruczkowski. Jego sztuka Pierwszy dzień wolności powstała na tle wydarzeń, które miały miejsce w mieście (po wojnie na ówczesnej ul. Kieniewicza na ścianie domu, gdzie mieszkał Kruczkowski, wmurowano tablicę pamiątkową). Miasto stopniowo odbudowano i rozbudowano, a w dawnych zakładach otwarto nowe, dając zatrudnienie jego nowym mieszkańcom.

## Demografia

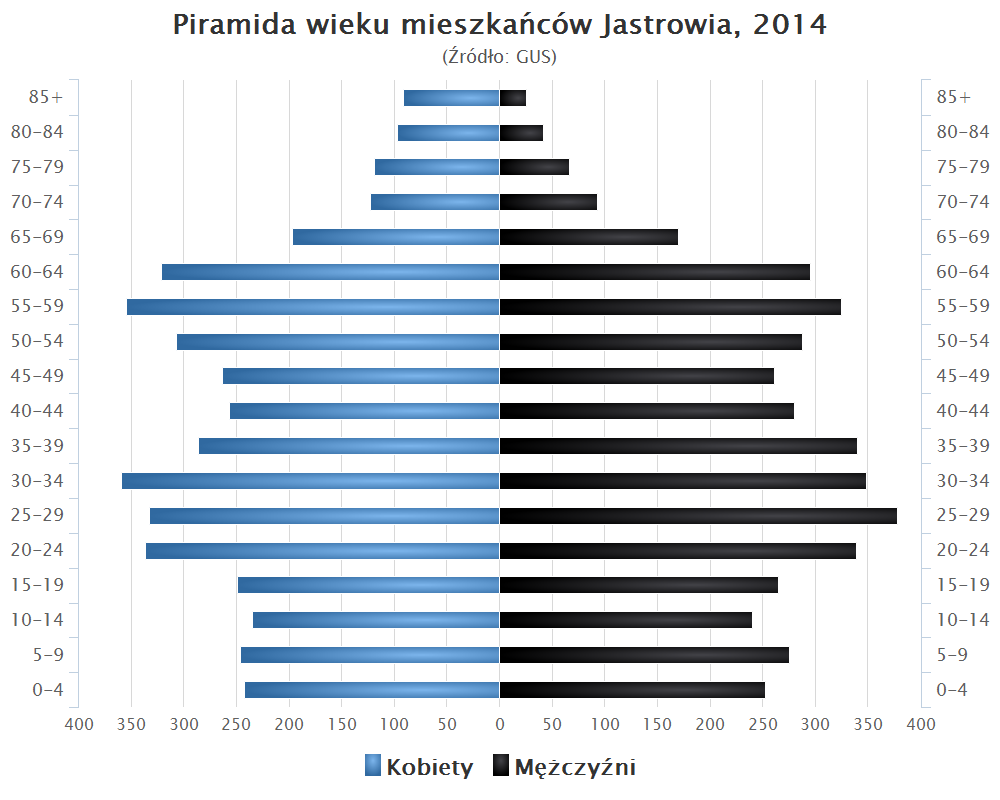
Piramida wieku mieszkańców Jastrowia w 2014 roku

## Zabytki

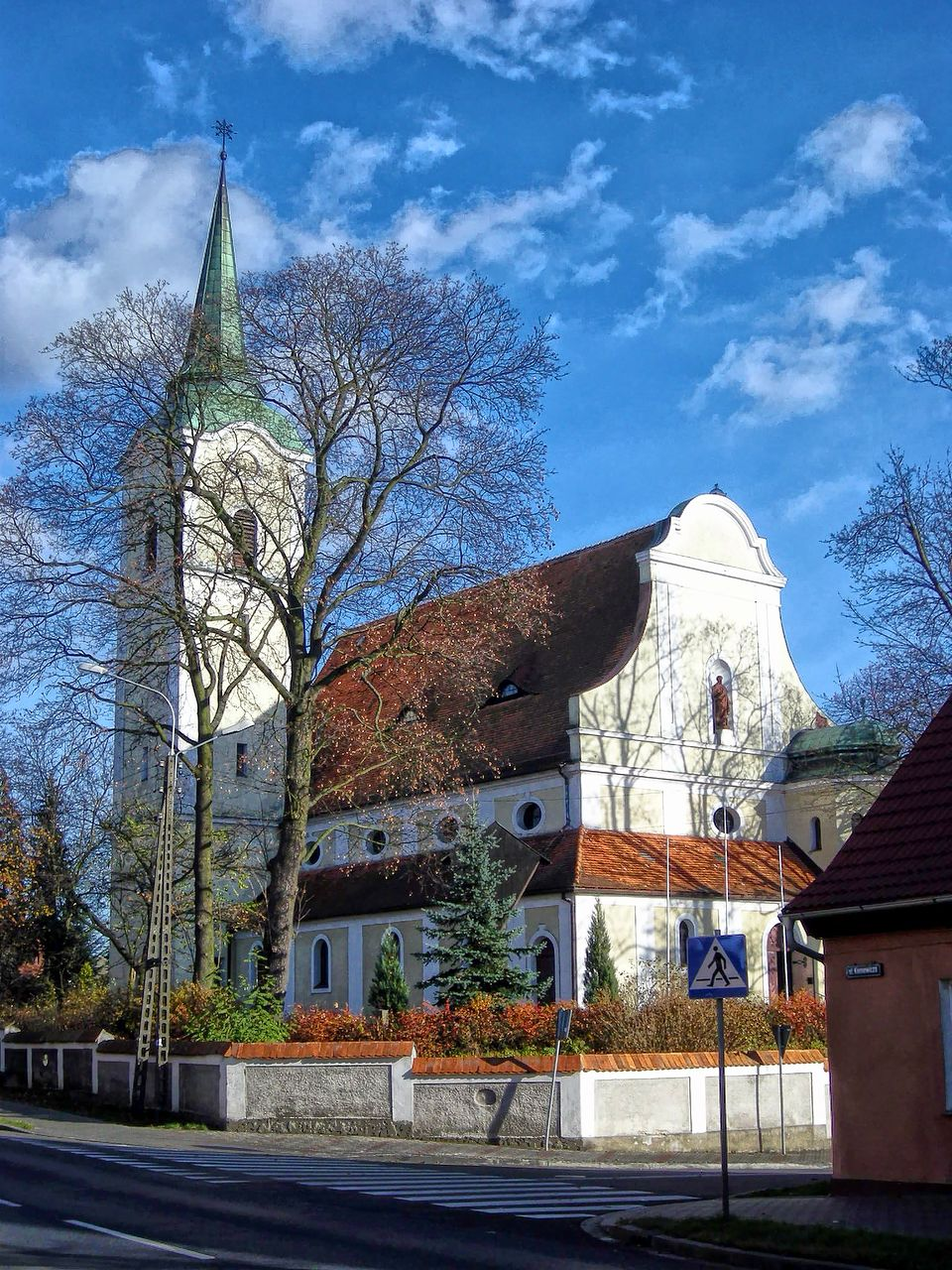
Neobarokowy kościół św. Michała Archanioła

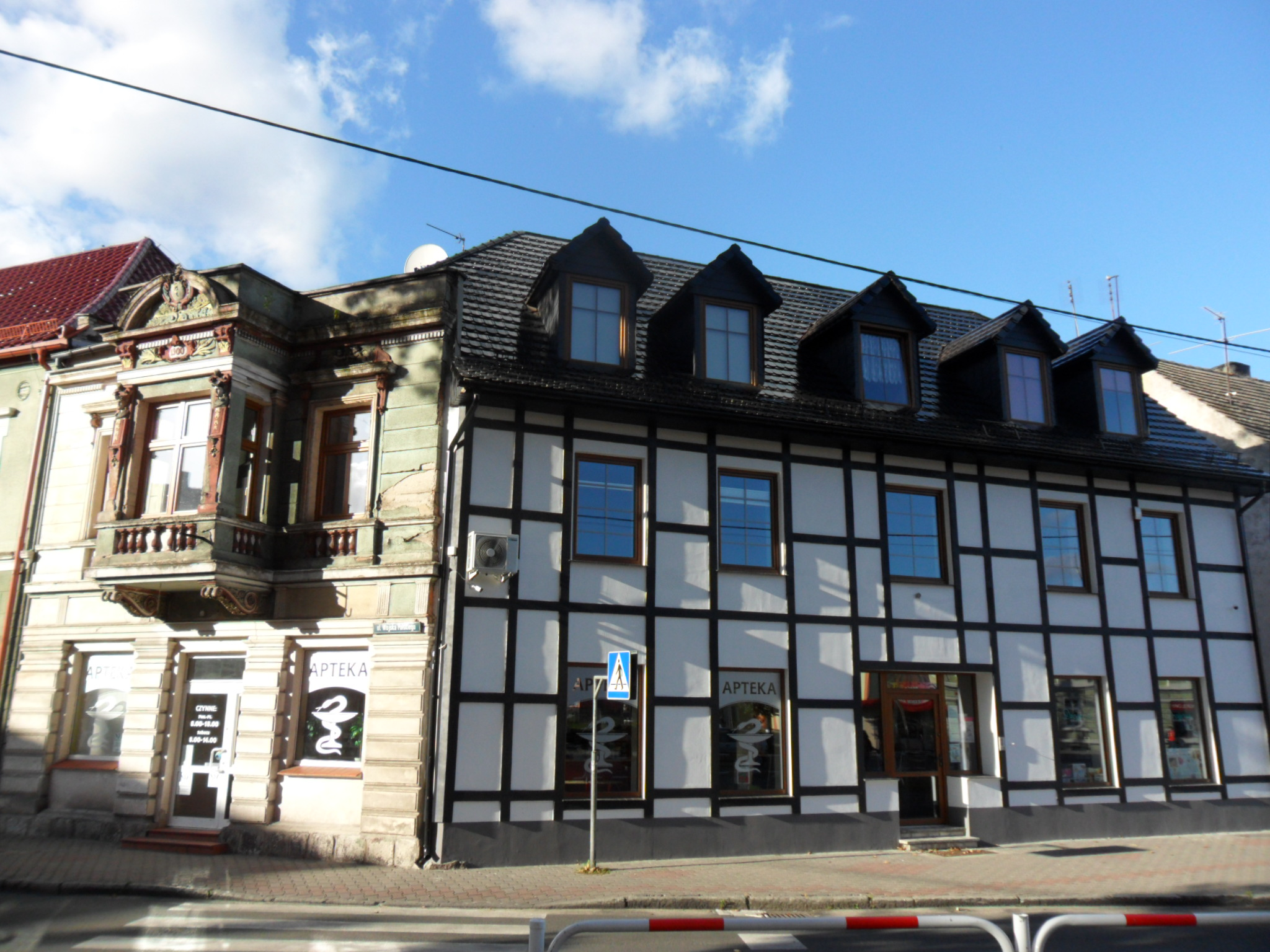
Dom przy ul. Konopnickiej 71 (XVIII w.)

W Jastrowiu przetrwała stara zabudowa głównie wzdłuż głównej ulicy miasta. Do ważniejszych zabytków w Jastrowiu należą:
- Kościół św. Michała Archanioła – powstał w 1913 w stylu neobarokowym. Mieści się przy ul. Kieniewicza. We wnętrzach na uwagę zasługują ołtarz główny z 1753, kamienna chrzcielnica z 1800 oraz dwie drewniane figurki św. Jana Nepomucena i św. Kazimierza. W dramacie Leona Kruczkowskiego Pierwszy dzień wolności z wieży tegoż kościoła strzelała Inga, jedna z głównych bohaterek.
- Kościół NMP Królowej Polski – powstał on w 1882 i nosi cechy budowli romańskiej. Początkowo był on ewangelicki, a od 1947 jest kościołem katolickim.
- Ratusz (Kamienny Dom) powstał na przeł. XVI w. i XVII w. jako siedziba ekonomii królewskiej. Na fasadzie znajduje się kamienny herb miasta i data nadania praw miejskich 1603. Obecnie jest to siedziba Biblioteki Publicznej[7].
- Ratusz (siedziba Urzędu Miasta i Gminy) – budynek z początku XX w. z zegarem i zdobieniami.
- Dom, w którym w lutym 1945 przebywał Leon Kruczkowski. Na budynku widnieje tablica pamiątkowa.
- Pomnik żołnierzy 1 Armii Wojska Polskiego poległych w walkach o Jastrowie.
- Liczne domy kalenicowe, szachulcowe z XVIII i XIX w.
- W pobliżu miasta nad Gwdą atrakcją jest zwalony most, pozostałość po nieistniejącej już dziś linii kolejowej Złotów – Jastrowie. Most został wysadzony w czasie walk o Jastrowie w 1945.

## Kultura
W Jastrowiu życiem kulturalnym opiekuje się Jastrowski Ośrodek Kultury Sportu i Turystyki. Propaguje on kulturalny obraz miasta. W jego strukturach działa grupa teatralna Maskotki, Zespół Górali Czadeckich Jastrowiacy, dziecięcy zespół Dziordanki. W kalendarzu imprez stałe pozycje to np.: Międzynarodowy Festiwal Folklorystyczny Bukowińskie Spotkania, organizowane co roku Dni Jastrowia, Powiatowy Przegląd Dziecięcych Zespołów Artystycznych. Pierwsza impreza odbywa się w czerwcu, druga w maju, a trzecia jesienią. W pejzaż kulturalny miasta wrysowały się także Miejska i Gminna Biblioteka Publiczna oraz kino Gryf. Istotny wkład w kulturę ma Podwórkowy Ośrodek Kultury Stowarzyszenia Shin-Jastrowie, w którym występują znani i mniej znani polscy artyści.

## Gospodarka

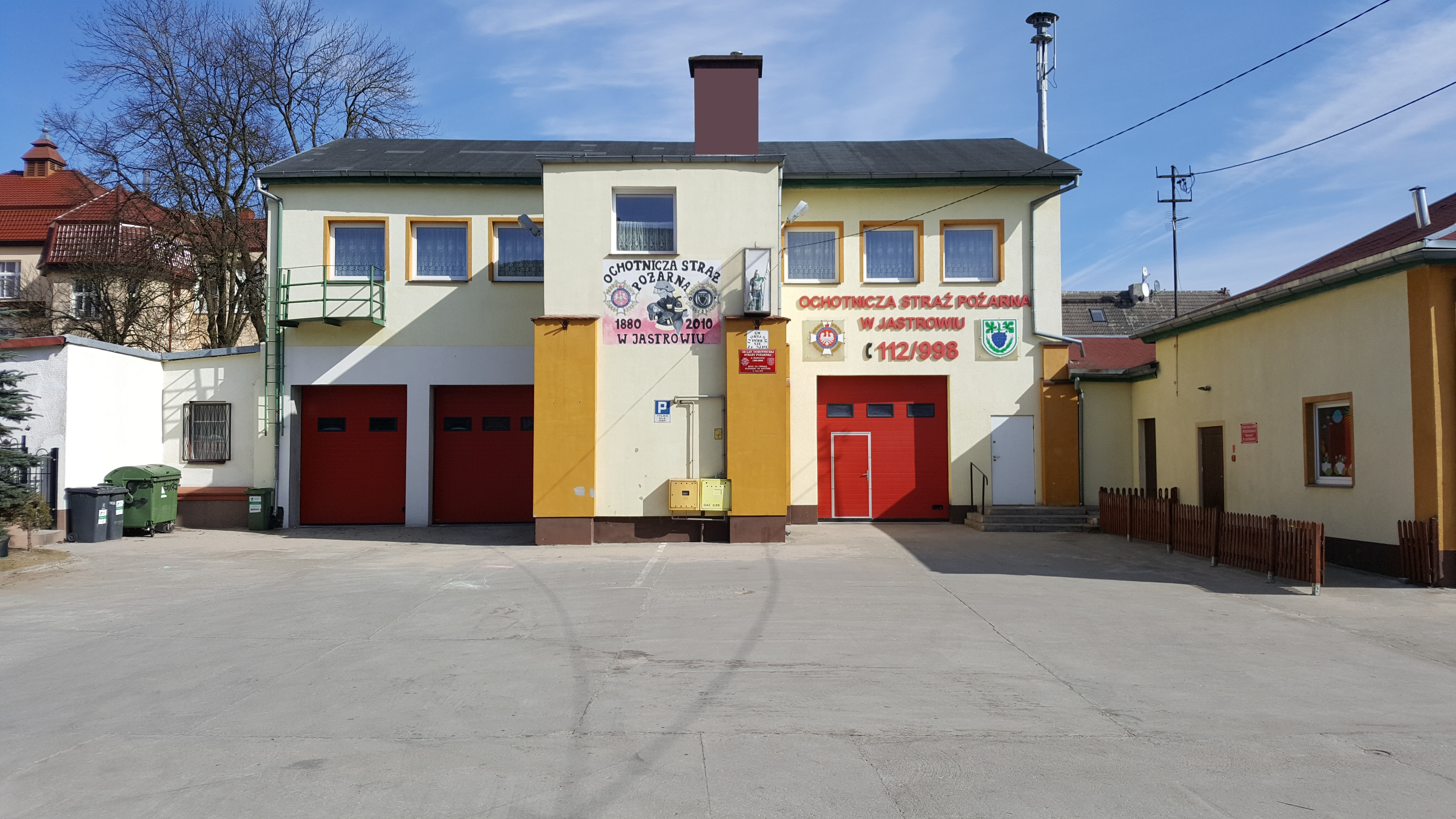
Remiza OSP Jastrowie przy ul. Jagiellońskiej 6

W mieście istnieje przemysł meblarski, budowlany, metalowy. Do zakładów w Jastrowiu zaliczyć możemy:
- Chłodnia z zakładem przetwórstwa owocowo-warzywnego Noris II,
- Kopalnia Kruszyw. Żwirownia Jastimpex Sp. z o. o.
- Centrum logistyczne sieci marketów Dino,
- Fabryka Rowerów Arkus & Romet Group,
- Zakład Elektrowni Wodnych,
- Adriana Furniture zakład produkcyjny,
- Przedsiębiorstwo Produkcji Betonów Precon Polska sp. z o.o.,
- PERN Baza Paliw Nr 8 Jastrowie,
- Kopalnia Surowców Mineralnych w Jastrowiu,
- Gospodarstwo Szkółkarskie Hajda.

W mieście zlokalizowanych jest wiele sklepów, hurtowni, punktów usługowych, składów budowlanych. Funkcjonują hotele i pensjonaty, restauracje, stacje benzynowe. W mieście znajduje się komisariat policji, Ochotnicza Straż Pożarna, poczta, ośrodek zdrowia. Miasto posiada także Straż Miejską.

## Transport
Miasto leży u zbiegu dróg krajowych i wojewódzkich:
- Droga krajowa nr 11 (Kołobrzeg – Koszalin – Piła – Poznań – Bytom)
- Droga krajowa nr 22 (Gorzów Wielkopolski – Elbląg)
- Droga wojewódzka nr 189 (Więcbork – Jastrowie)

Komunikację autobusową w Jastrowiu i okolicach zapewniają prywatne firmy: Baltic Sea Trans oraz Jozin Trans. Komunikacja dalekobieżna to Flixbus, a międzynarodowa Sindbad.
Przez miasto przebiega Linia kolejowa nr 405, wzdłuż której znajdują się dwa przystanki:
- Jastrowie
- Jastrowie Miasto

## Media
W Jastrowiu funkcjonują media lokalne. W listopadzie 2017 roku powstał portal www.jastrowie24.pl, który wydawany jest także w wersji papierowej, lecz niesystematycznie. Również na terenie gminy wydawany jest periodyk "O.K. Jastrowie", jako biuletyn kulturalny. Wiadomości lokalne pojawiają się także w gazecie "Aktualności Złotowskie" i na portalu zlotowskie.pl, która wychodzi na terenie całego powiatu złotowskiego wraz z częścią powiatu pilskiego.

## Współpraca zagraniczna

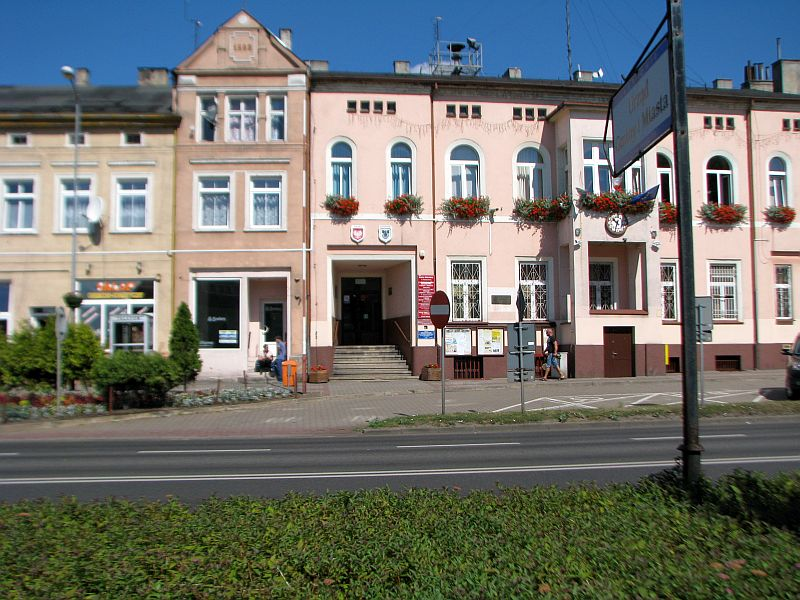
Urząd Miasta i Gminy Jastrowiu

Miasto Jastrowie współpracuje z dwiema gminami zagranicznymi. Pierwszą z nich jest niemiecka gmina Steinfeld (Oldenburg) z którą podpisano umowę partnerską 24 października 2004. Odnowiono ją po 10 latach w 2014 roku. Współpraca obejmuje wymianę uczniów szkół, kontakty firm z obu gmin oraz wspólną promocję gmin. 6 sierpnia 2005 podpisano umowę partnerską z węgierską gminą Bonyhád. Współpraca ta obejmuje wspólne kontakty mieszkańców obu gmin, współpracę w zakresie administracji lokalnej i wymianę uczniów szkół lokalnych z obu gmin.

## Sport
W mieście od 1958 działa klub sportowy Polonia, w którym uprawia się piłkę nożną (pilska liga okręgowa) oraz siatkówkę (III liga B). Oprócz tego klubu w mieście działa jeszcze Uczniowski Klub Sportowy Gimnasion (piłka ręczna).

## Przyroda
Wokół Jastrowia znajdują się duże kompleksy leśne, obfitujące w grzyby, jagody i zwierzynę łowną. W niedalekiej odległości od Jastrowia przepływa rzeka Gwda, która stanowi znany szlak kajakowy. Szybko rozwija się agroturystyka w rejonie, powstaje coraz więcej gospodarstw agroturystycznych. Istnieją w okolicy Jastrowia rezerwaty.
- Rezerwat Kozie Brody – w tym rezerwacie przyrody występuje torfowisko ze stanowiskami brzozy niskiej, kruszczyka błotnego czy listery jajowatej.
- Rezerwat Diabli Skok – znajduje się 5 km od Trzebieszek. Występuje tutaj las mieszany z rzadką na tych terenach roślinnością górską.

W okolicach miasta zlokalizowanych jest kilka pomników przyrody. Jeden z nich – Dąb Hubert – znajduje się na trasie z Jastrowia do Wałcza. Jastrowie otoczone jest przez jeziora. Największe Krąpsko Długie położone jest w dolinie rzeki Rurzyca. Inne jeziora to: Miechówek, Nadarzyce Długie, Krąpsko Małe, Jastrowie Wielkie, Jastrowskie Małe, Zbiornik wodny Jastrowie, Trzebieszki, Dobre, Zbiornik Wodny Ptusza.

## Oświata
W Jastrowiu można uzyskać wykształcenie na poziomie przedszkolnym, podstawowym, gimnazjalnym i średnim. W mieście istnieje Przedszkole Miejskie, Szkoła Podstawowa im. Marii Konopnickiej, Gimnazjum Publiczne im. Adama Mickiewicza, Niepubliczne Gimnazjum im. Jana Pawła II oraz Technikum i Zasadnicza Szkoła Zawodowa należące do Centrum Kształcenia Zawodowego i Ustawicznego w Złotowie. Oprócz tego działa Placówka Opiekuńczo-Wychowawcza im. Janusza Korczaka oraz Specjalny Ośrodek Szkolno-Wychowawczy im. Polskich Olimpijczyków.

## Wspólnoty wyznaniowe
- Kościół rzymskokatolicki:
  - parafia św. Michała Archanioła
  - parafia Najświętszej Maryi Panny Królowej Polski.